# Ofra Harnoy
Ofra Harnoy (hebräisch עופרה הרנוי; * 31. Januar 1965 in Chadera, Israel) ist eine israelisch-kanadische Cellistin.

## Familie und Ausbildung
Harnoy wurde in Israel geboren. Im Alter von sechs Jahren wanderte sie mit ihrer Familie nach Toronto (Kanada) aus und erhielt den ersten Cellounterricht bei ihrem Vater. Ihre weitere musikalische Ausbildung absolvierte sie bei Vladimir Orloff in Toronto und  William Pleeth in London sowie in Meisterkursen bei Mstislaw Rostropowitsch, Pierre Fournier und Jacqueline du Pré. 
Harnoy war mehrfach verheiratet – seit 2019 mit dem Trompeter und Musikproduzenten Mike Herriott – und hat zwei bereits erwachsene Kinder. 

## Musikalischer und beruflicher Werdegang
Ihren ersten Auftritt als Solistin hatte sie im Alter von zehn Jahren mit dem Boyd Neel Orchestra aus Toronto. Sie gewann bereits als junge Musikerin eine Reihe von Wettbewerben: 1978 den Montreal Symphony Competition, 1979 den Canadian Music Competition und 1982 als bis dahin jüngste Gewinnerin den New York Concert Artists Guild Competition, was ihr den ersten Auftritt in der Carnegie Hall ermöglichte. 1983 wurde sie vom Musical America Magazine als Young Musician of the Year ausgezeichnet.
Seither ist sie als Solistin weltweit mit renommierten Orchestern und Dirigenten aufgetreten und war an mehr als 50 Aufnahmen beteiligt. Hervorzuheben sind insbesondere ihre Uraufführung des neu entdeckten Cellokonzerts in G-Dur von Jacques Offenbach mit dem Cincinnati Symphony Orchestra 1983 und das 1984 in Santa Barbara erstmals in Nordamerika aufgeführte Cellokonzert von Arthur Bliss. 1993 nahm sie als weltweit erste die Cellokonzerte von Giovanni Battista Viotti und von Josef Mysliveček auf. 2005 veröffentlichte sie eine Aufnahme aller Cellokonzerte von Antonio Vivaldi. Mit Songs der Beatles und anderer moderner Komponisten sowie in der Zusammenarbeit mit Künstlern wie Sting, der Komponistin Loreena McKennitt und dem Gitarristen Jesse Cook war sie auch jenseits des herkömmlichen Kanons der klassischen Musik tätig.
Aus familiären und gesundheitlichen Gründen legte Harnoy zu Beginn der 2000er Jahre eine längere musikalische Pause ein. Sie kehrte erst im November 2018 auf die Bühne zurück und veröffentlichte 2019 das Album Back to Bach. 
Ihre Einspielung des Cellokonzerts von Edward Elgar wurde bereits 1996 in den Abbey Road Studios aufgenommen und hätte auch zeitnah veröffentlicht werden sollen; weil aber das Aufnahmeband verschollen ging und erst 2022 wiedergefunden wurde, konnte die Aufnahme erst 27 Jahre später final abgemischt und veröffentlicht werden.

## Aufnahmen (Auswahl)
- Ofra Harnoy, Michael Bloss: Music for Cello and Organ, Masters of the Bow – MBS 2013, 1982.
- Ofra Harnoy & Orford String Quartet Play The Beatles, Fanfare – DFL-6002, 1984.
- Jacques Offenbach, Camille Saint-Saëns: Cello Concertos, RCA – RL 71004, 1986.
- Ofra Harnoy, Toronto Chamber Orchestra, Paul Robinson: Vivaldi Cello Concertos, RCA Victor Red Seal – RD87774, 1988.
- The Beatles Book, Fanfare – CDD 446, 1989.
- Ofra Harnoy, London Philharmonic Orchestra: Tchaikovsky: Rococo Variations, RCA Red Seal – RD 60758, 1992.
- Ofra Harnoy, I Solisti Veneti, Claudio Scimone: Trilogy (Boccherini, Mysliveček, Viotti Cello Concertos), RCA Victor Red Seal – 09026-61228-2, 1993.
- Imagine, RCA Victor – 09026-68376-2, 1996.
- Ofra Harnoy Plays Vivaldi: The Complete Cello Concertos and Sonatas, RCA Red Seal – 88697884122, 2011.
- Back to Bach, Analekta – AN 2 8907, 2019.
- On The Rock, Analekta – AN 2 8909, 2020.
- Elgar & Lalo Cello Concertos, Sony Classics – AIX80013, 2023.

## Auszeichnungen
- 1978: Montreal Symphony Competition, 1. Preis
- 1982: Concert Artists Guild Award New York
- 1983: Young Musician of the Year des Musical America Magazine
- 1987 und 1989: Juno Awards, bestes klassisches Album
- 1988: Grand Prix du Disque
- 1991, 1993, 1994: Juno Awards, Instrumentalkünstlerin des Jahres
- 1995: Member des Order of Canada